# Tre morsi nella mela
Tre morsi nella mela (Three Bites of the Apple) è un film del 1967 diretto da Alvin Ganzer, tratto da un soggetto di George Wells.

## Trama
Stanley Thrumm è una guida turistica britannica. Dopo una notte di scommesse vincenti al casinò sulla riviera italiana, diventa ricco. Torna in Inghilterra con i soldi, la maggior parte andrà alle tasse britanniche allora decide di contrabbandare il denaro in Svizzera e apre un conto in una banca del paese elvetico. Carla Moretti, una donna bellissima, si offre volontaria per aiutarlo, ma in realtà vuole spennare l'uomo con la complicità del suo ex marito.